# Leichtathletik-Europameisterschaften 1934/Stabhochsprung der Männer

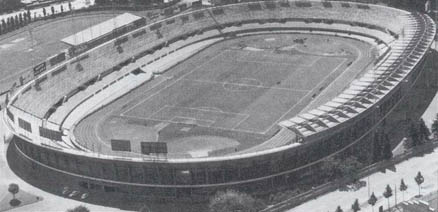
Turiner Olympiastadion – damalige Bezeichnung
Stadio Benito Mussolini

Der Stabhochsprung der Männer bei den Leichtathletik-Europameisterschaften 1934 wurde am 8. September 1934 im Turiner Stadio Benito Mussolini ausgetragen.
Europameister wurde der Deutsche Gustav Wegner, der vor dem Schweden Bo Ljungberg gewann. Bronze ging an den Finnen John Lindroth.

## Rekorde

### Bestehende Rekorde
| Weltrekord           | 4,37 m                                              | William Graber                                      | Palo Alto, USA                                      | 16. Juli 1932                                       |
| Europarekord         | 4,25 m                                              | Charles Hoff                                        | Turku, Finnland                                     | 27. September 1925                                  |
| Meisterschaftsrekord | Einen Europameisterschaftsrekord gab es noch nicht. | Einen Europameisterschaftsrekord gab es noch nicht. | Einen Europameisterschaftsrekord gab es noch nicht. | Einen Europameisterschaftsrekord gab es noch nicht. |

### Rekordverbesserungen
Im Wettbewerb am 8. September wurde von den beiden erstplatzierten Teilnehmern ein erster Europameisterschaftsrekord aufgestellt. Darüber hinaus gab es einen neuen Landesrekord.
- Europameisterschaftsrekord:
  - 4,00 m (erster EM-Rekord) – Gustav Wegner (Deutsches Reich)
  - 4,00 m (erster EM-Rekord) – Bo Ljungberg (Schweden)
- Landesrekord:
  - 3,80 m – Evald Äärma (Finnland)

## Durchführung
In den Quellenangaben (europäischer Leichtathletikverband EAA sowie bei todor66) mit dem Stabhochsprung-Resultat finden sich zwei Ergebnislisten: eine mit den Qualifikationsresultaten und eine mit dem Finalergebnis. Als Datum ist dort für beide Wettbewerbsteile ohne Angabe von Uhrzeiten der 8. September 1934 benannt. Inwieweit es sich hier um eine echte Qualifikation mit einer vorher gesetzten Mindesthöhe handelte, ist nicht ganz klar, wobei die todor66-Seite 3,60 m als Qualifikationshöhe benennt. Alle elf Wettkämpfer übersprangen demnach 3,60 m und alle machten dann auch im Finale weiter. Nicht ganz nachvollziehbar ist demnach, weshalb alle Teilnehmer in einer Gruppe antraten.
Bei den Olympischen Spielen in dieser Zeit war es in den Sprung- und Wurfdisziplinen übliche Praxis, zunächst am Morgen des Wettkampftages eine Qualifikationsrunde durchzuführen, wenn die Zahl der Teilnehmer nicht zu gering war. Allerdings wurde diese Vorausscheidung in zwei Gruppen ausgetragen. Das Finale fand dann in aller Regel am Nachmittag desselben Tages statt.

## Qualifikation

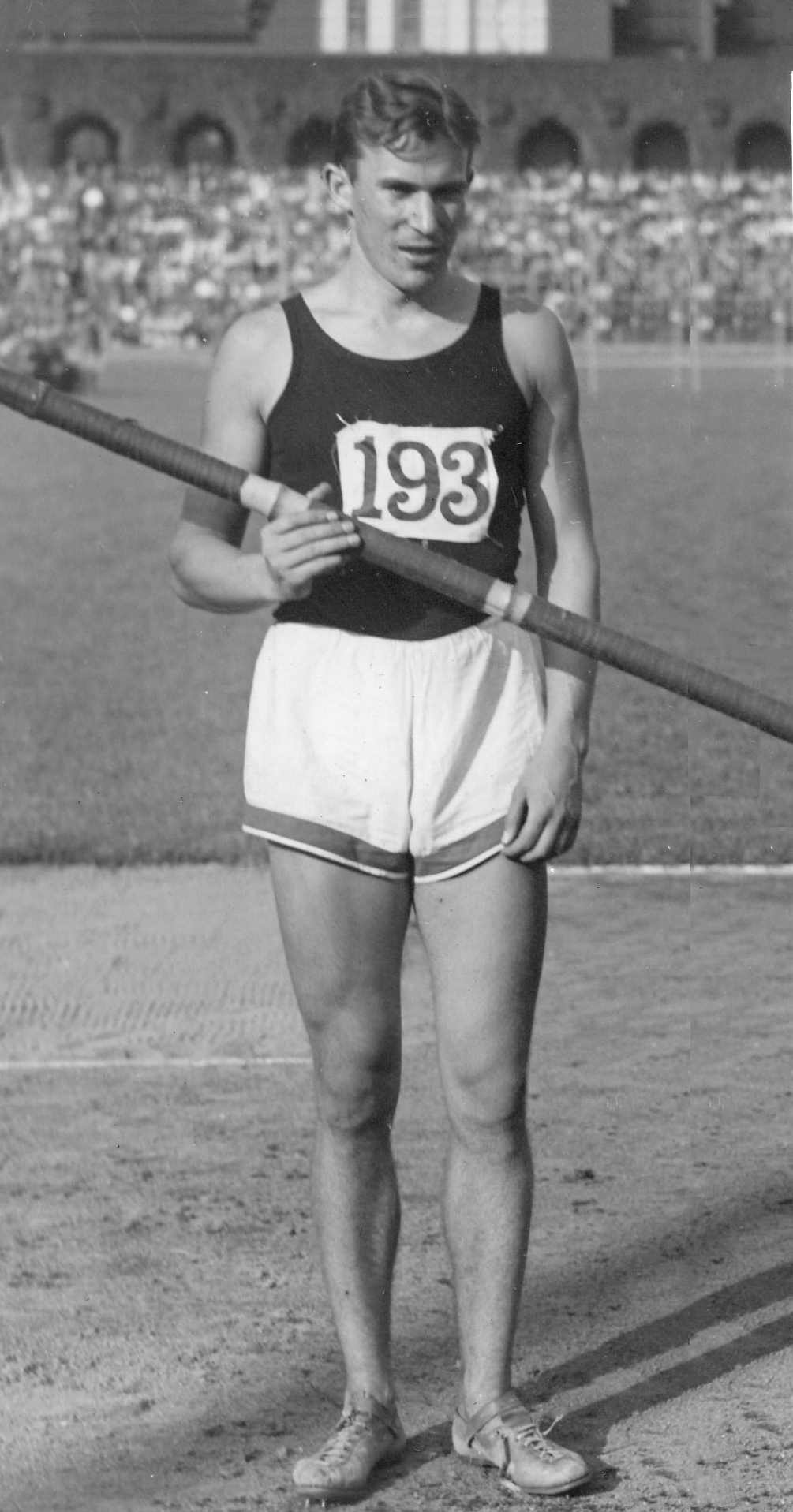
Vizeeuropameister Bo Ljungberg

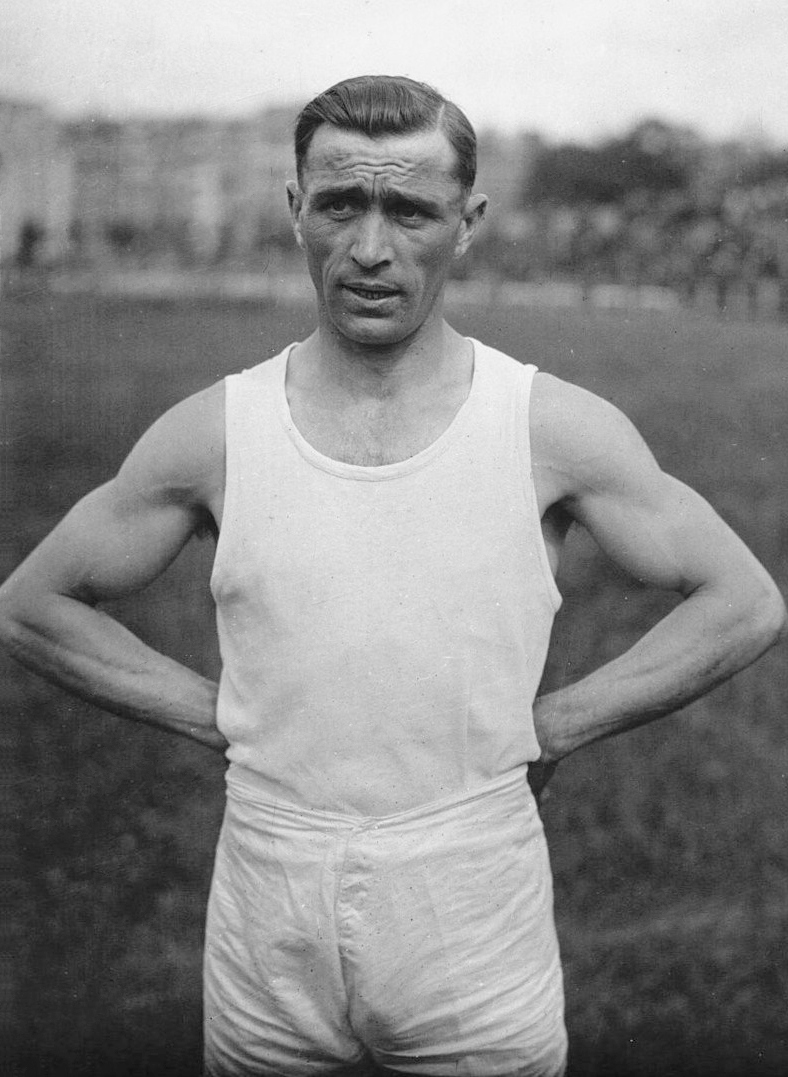
Pierre Ramadier kam auf den fünften Platz

8. September 1934
| Platz | Name             | Nation             | Höhe   |
| ----- | ---------------- | ------------------ | ------ |
| 1     | John Lindroth    | Finnland           | 3,60 m |
| 1     | Robert Vintousky | Frankreich         | 3,60 m |
| 1     | Bo Ljungberg     | Schweden           | 3,60 m |
| 1     | Ljuben Dojtschew | Bulgarien          | 3,60 m |
| 1     | Henry Lindblad   | Schweden           | 3,60 m |
| 1     | Viktor Zsuffka   | Ungarn             | 3,60 m |
| 1     | Evald Äärma      | Estland            | 3,60 m |
| 1     | Danilo Innocenti | Königreich Italien | 3,60 m |
| 9     | Gustav Wegner    | Deutsches Reich    | 3,60 m |
| 9     | Pierre Ramadier  | Frankreich         | 3,60 m |
| 11    | Adolf Meier      | Schweiz            | 3,60 m |

## Finale
8. September 1934
| Platz | Name             | Nation             | Höhe      |
| ----- | ---------------- | ------------------ | --------- |
| 1     | Gustav Wegner    | Deutsches Reich    | 4,00 m CR |
| 2     | Bo Ljungberg     | Schweden           | 4,00 m CR |
| 3     | John Lindroth    | Finnland           | 3,90 m    |
| 4     | Viktor Zsuffka   | Ungarn             | 3,90 m    |
| 5     | Pierre Ramadier  | Frankreich         | 3,90 m    |
| 6     | Danilo Innocenti | Königreich Italien | 3,80 m    |
| 7     | Robert Vintousky | Frankreich         | 3,80 m    |
| 7     | Henry Lindblad   | Schweden           | 3,80 m    |
| 7     | Evald Äärma      | Estland            | 3,80 m NR |
| 10    | Adolf Meier      | Schweiz            | 3,70 m    |
| 10    | Ljuben Dojtschew | Bulgarien          | 3,70 m    |

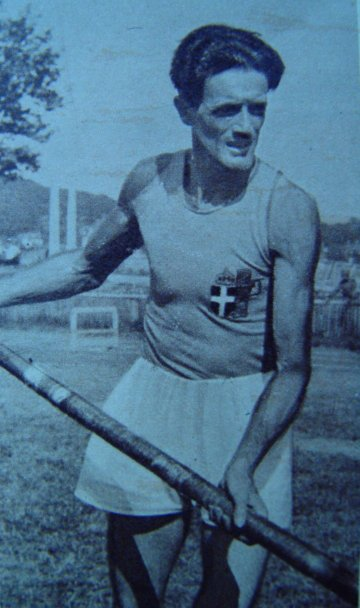
Danilo Innocenti wurde Sechster
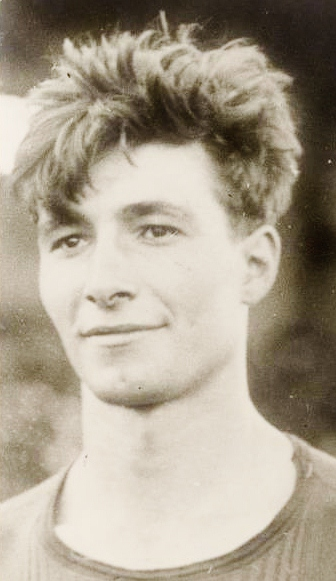
Robert Vintousky belegte den geteilten Rang sieben
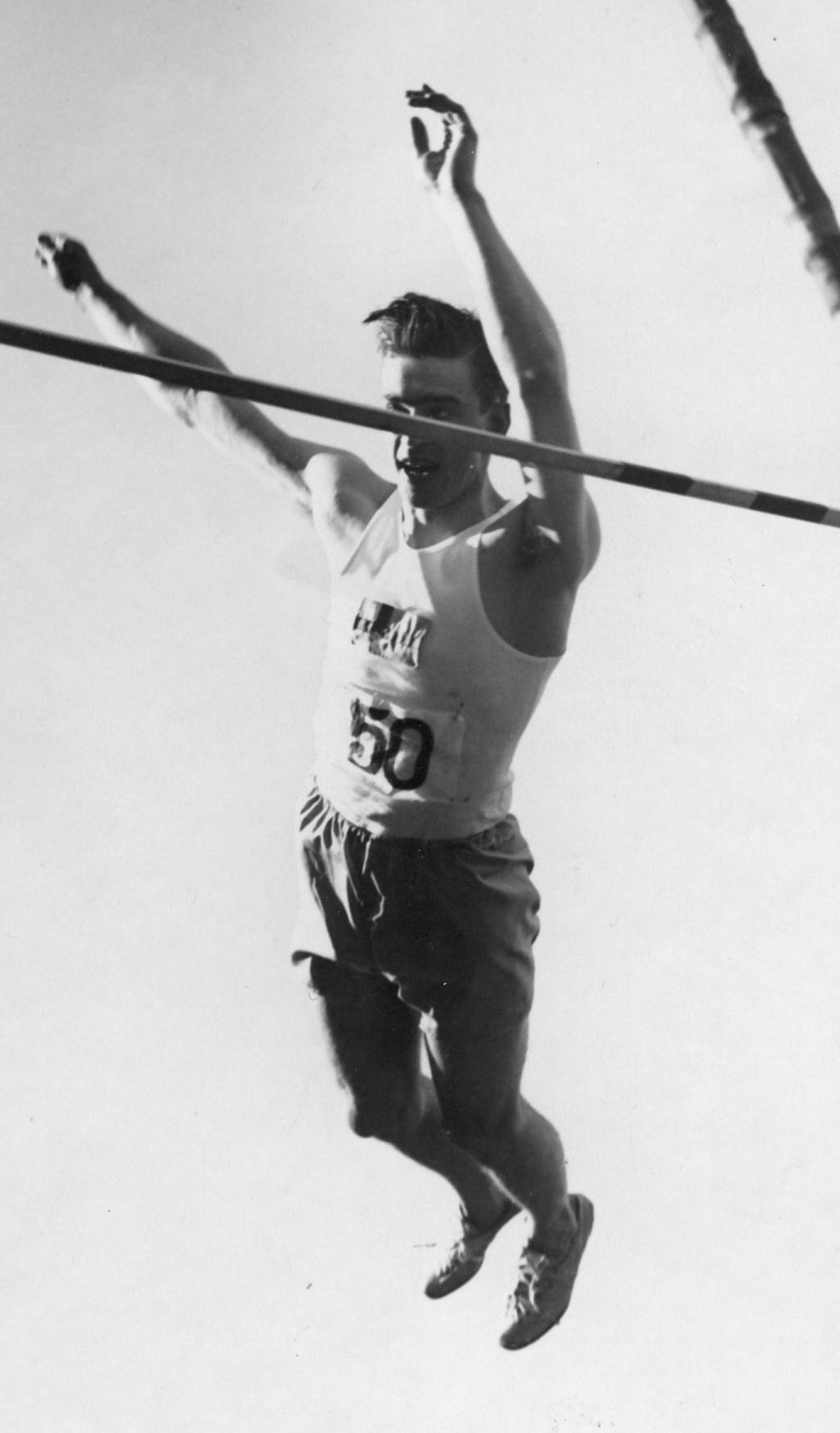
Henry Lindblad, zusammen mit zwei anderen Athleten auf dem siebten Platz
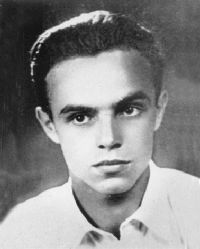
Evald Äarma war der dritte Stabhochspringer auf dem geteilten Rang sieben